# Фотографски атеље Милана Јовановића
Фотографски атеље Милана Јовановића подигнут је 1903. године као први и до данас једини објекат зидан за потребе снимања и израде фотографија. Његов власник, Милан Јовановић, дворски фотограф рођен је 1863. године у Вршцу. Његов отац Стеван био је угледни вршачки фотограф. Као настављач традиције крајем седамдесетих година деветнаестог века одлази у Беч да учи фотографију. Сем фотографије, вероватно под утицајем брата Паје Јовановића који у то време студира сликарство, похађао је и часове сликања. По завршеном школовању усавршавао се у Паризу, Минхену и Трсту, а потом, осамдесетих година, долази у Београд и отвара атеље у Кнез Михаиловој улици. Српски поданик је постао 1894. године, а убрзо затим и дворски фотограф. Година изградње атељеа поклапа се са најзначајнијим периодом у стваралаштву Милана Јовановића. Уметнички и технички квалитет који је тада постигао може се мерити са остварењима најзначајнијих фотографа тог времена.
Потреба да се привуче угледна клијентела и статус који је имао условили су да Милан Јовановић 1901. године купи парцелу у непосредној близини двора од Ђорђа Симића, посланика Србије у Бечу и ангажује архитекту Милана Антоновића да му пројектује зграду за атеље. Иако није било много узора за грађевину овакве врсте архитекта је вешто ускладио захтеве атељеа тако што је изградио делимично стаклени кров и тиме омогућио присуство неопходне светлости са захтевима новоформиране трговачке чаршије отварањем дућана у приземљу. Захтевима времена је одговарала фасада обликована у духу сецесије са декоративним ковинама и архитектонском пластиком изведеном у теракоти. Доминантан мотив зграде фотографског атељеа представља бочни ризалит са представом пута који држе фотоапарат, ограда балкона првог спрата и репрезентативна улазна капија.
Фотографски атеље на спрату имао је све потребне услове за настанак фотографске слике јер је стаклени кров обезбеђивао довољно дневне светлости без које у то доба фотографија не би могла да настане. Велики, добро опремљен атеље омогућавао  је инсценације са бројним учесницима, али и увећање портретних фотографија до природне величине.
Тридесетих година двадесетог века фотографски атеље престаје са радом, а његове просторије закупљује закупац модног салона из приземља. Претходних година, приликом адаптације другог локала за потребе савременог Аутоматског бифеа извршена је „модернизација“ фасаде тако што је измењен портал и прекривен лименом облогом „сувише декоративан“ балкон на првом спрату.
После Другог светског рата зграда је национализована, први спрат је додељен „Београд филму“ за пословне просторије, док су у приземљу и надаље остали ресторан и Модни салон Ерцеговац. Не зна се када је зграда добила данашњи изглед, односно када је стаклени кров замењен лименим, а стаклене фасадне површине зидом од опеке. Претпоставља се да је то било или 1941. године када је биоскопска сала оштећена у бомбардовању Београда или  после усељења Београд филма.
За зграду фотографског атељеа везан је и биоскоп Колосеум који је у дну парцеле, као привремени објекат,  подигао индустријалац Шонда 1911. године Аутентичан изглед Колосеума нам није познат, али се на основу сведочења савременика зна да је имао ентеријер обликован у сецесијском маниру. Биоскоп је у међувремену дограђиван и преграђиван, одузиман и враћан власницима, мењао име, али је остао у функцији скоро до данашњих дана.
Ни фотографски атеље ни биоскоп „Звезда“ више немају никакву намену. Неправедно запостављени, деградирани променама власништва, објекти су остављени да дотрајавају уместо да буду истакнути као реткост и вредност.
Фотографски атеље Милана Јовановића проглашен је за споменик културе 1992. године  због тога што представља једини објекат такве врсте, што је везан за име фотографа који је одредио токове развоја историје српске фотографије, што је дело Милана Антоновића (1868-1929), архитекте од непроцењивог значаја за историју београдске архитектуре  и што представља значајно остварење сецесијске архитектуре. („Службени лист града Београда“ 26/92).